# 3125-ös mellékút (Magyarország)
A 3125-ös számú mellékút egy négy számjegyű mellékút Jász-Nagykun-Szolnok vármegye nyugati részén, a Jászságban. Helyi neve Imrédy út, a létesítésében jelentős szerepet játszó Imrédy Béla, akkori jászsági országgyűlési képviselő és pénzügyminiszter, későbbi miniszterelnök neve után.

## Nyomvonala
A 3117-es útból ágazik ki, annak 14+350-es kilométerszelvényénél, Jászberény déli külterületén, délkelet felé; végig nagyjából ezt az irányt követi. 3,6 kilométere után keresztezi a Hatvan–Szolnok-vasútvonalat, Meggyespele megállóhelynél. Nem sokkal a 9. kilométerének elérése előtt lép át Jászboldogháza területére. Nem éri el a település lakott területét, annak külterületén a 3121-es útba torkollva ér véget.
Teljes hossza, az országos közutak térképes nyilvántartását szolgáló kira.gov.hu adatbázisa szerint 12,323 kilométer.

## Települések az út mentén
- Jászberény
- Jászboldogháza

## Története
Jászboldogházát 1873-ban érték el a Hatvan–Újszász-vasútvonal építési munkálatai, a környék ekkor indult szinte robbanásszerűen fejlődésnek. Az itteni gazdák jellemzően állattartással foglalkoztak, terményeiket pedig a közeli városok, főleg Jászberény piacain igyekeztek értékesíteni. Alattyánon és Jásztelken keresztül akkor már kövesút vezetett a városig, de a boldogháziak szívesebben használták a gazdaságok között kialakult, a kövesútnál jóval rövidebb, csak éppen burkolatlan, úgynevezett "szolnoki utat". Ez viszont az állandó használattól apránként egyre rosszabb állapotba került.
Az 1930-as évek elején érkezett el az a „történelmi pillanat”, amikorra nyilvánvalóvá vált, hogy valamit tenni kell: Boldogháza egyre inkább kezdte egy jól szervezett község képét mutatni, kedvelt útja viszont egyre járhatatlanabb volt. Ebből a szempontból szerencsés fejlemény volt a falu számára, hogy addigi országgyűlési képviselőjük, Apponyi Albert halála után a térségnek új képviselőt kellett választania, s az erre kiszemelt Imrédy Béla akkori pénzügyminiszter a kampánykörútján nemcsak ígéreteket tett a lakosoknak, de mandátumszerzése után konkrét lépéseket is, azok megvalósítása érdekében.
Ezek közé tartozott a boldogházi út ügye is: Imrédy a kampányban ígéretet tett az út leköveztetésére, és intézkedése nyomán már november 4-én tárgyalások indultak az ügyben; ezek eredményeként jutott elegendő összeg a boldogházi út kövezésére is. 1933 decemberében már 1200 vagon kő állt rendelkezésre (az előzetes számítások szerint ez 5700 méternyi út kivitelezéséhez volt elegendő), s a környékbeli gazdák ingyen fuvarokat ajánlottak fel a kőanyag szállítására. Az útépítés 1934 márciusában kezdődött, három jászberényi mérnök irányításával, a régi út egy részét fedő kockakövek felszedésével, és őszre az egész el is készült. A boldogháziak szerették volna, ha az útépítés tovább folytatódik Újszász irányába is, de erre sem akkor, sem később nem jutott pénz.
A boldogházi gazdák hálásak voltak Imrédy Béla képviselőnek azért, hogy ilyen gyorsan és eredményesen közben tudott járni az útépítésért. Tiszteletüket azzal is kifejezték, hogy róla nevezték el az utat; mondogatták róla azt is, hogy a korabeli politikusok között ő volt az egyedüli, aki teljesítette választási ígéretét.